# 연식야구

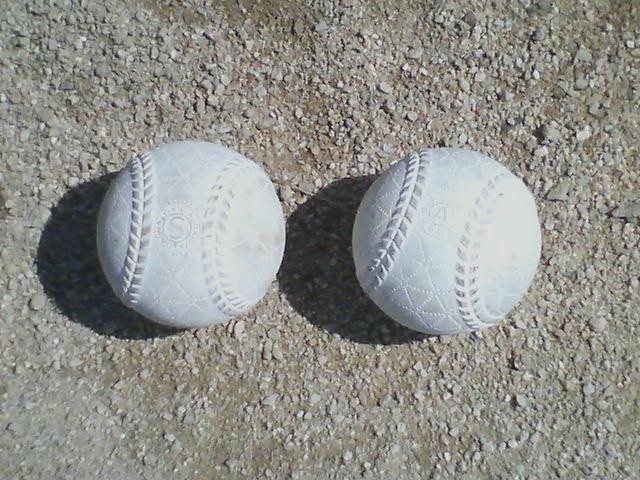

연식야구(軟式野球)는 코르크 등을 사용하여 하는 경식 야구와는 달리 고무 등을 소재로 만든 공을 사용하는 야구 경기로, 일본 발상의 야구 경기이다. 소프트볼과는 전혀 다른 야구이다.